# Matthias Müller
Matthias Müller (1961) és un cineasta alemany. Artista que treballa en cinema, vídeo, instal·lació i fotografia i un dels màxims exponents del cinema d'apropiació. Ha participat amb les seves obres en alguns dels principals festivals del món (Canes, Venècia, Berlín, Locarno), així com en importants exposicions, com ara una retrospectiva que li va dedicar el MoMA de Nova York el 1994. Des del 2003 és professor de l'Acadèmia d'Arts Audiovisuals de Colònia.